# Синдром Ротмунда — Томсона
Cиндром Ротмунда — Томсона  —  это наследственное аутосомно-рецессивное заболевание, проявляющееся пойкилодермией, ювенильной катарактой, гипогонадизмом, а также аномалиями костной системы и зубов.

## Этиология
Дебют заболевания приходится на первые 2 года жизни. Наследуется заболевание, как правило, по аутосомно-рецессивному типу, но возможен и аутосомно-доминантный тип. Возникновение синдрома связано с мутацией гена RECQL4, расположенного на 8-й хромосоме.

## История
Впервые данный синдром был описан в 1868 г. немецким офтальмологом Августом фон Ротмундом, он выявил у ребёнка из изолированной вырождающейся альпийской деревни сочетание двусторонней катаракты с поражением кожи (дисхромия и телеангиэктазия). Затем, в 1923г. дерматолог Мэтью Сидней Томсон описал похожую болезнь, кожные симптомы который были идентичны описанным ранее Ротмундом, но не отмечал поражения глаз. В связи с этим, синдром был выделен в отдельную нозологию и назывался в честь него. После многочисленных споров авторов по поводу выделения отдельного синдрома Томсона, дерматолог Отто Браун-Фалко сделал выбор в пользу термина "синдром Ротмунда — Томсона" и подчеркнул, что катаракта развивается примерно в 50% случаев.

## Клиническая картина
Пойкилодермия характеризуется сначала появлением эритемы и отёка лица, затем на лице (как правило, на лбу, щеках и подбородке), ушных раковинах, шее, конечностях и ягодицах возникают очаги сетчатой пигментации в сочетании с телеангиэктазиями, гипопигментацией и атрофией. У части пациентов повышена фоточувствительность, в связи с чем могут появляться буллёзные высыпания и участки поражения на туловище. Пойкилодермия после формирования в детском возрасте, остается на всю жизнь, а в очагах атрофии с возрастом развиваются гиперкератотические и веррукозные изменения, в зоне которых в дальнейшем, примерно в 5% случаев, развивается базально-клеточный и плоскоклеточный рак кожи.
Поражение придатков кожи проявляется редкими, ломкими и тонкими волосами, так же возможна диффузная алопеция. Ногти могут быть дистрофичными, но могут и не поражаться и оставаться нормальными.
Аномалии костной системы заключаются в отставании в физическом развитии, уменьшении размеров черепа, формировании седловидной формы носа. Так же возможно гипоплазия или отсутствие пальце стоп и кистей. Зубы, как правило, не поражаются, но возможен ранний кариес и микродонтия. У больных синдромом Ротмунда — Томсона повышен риск развития остеогенной саркомы. 

## Примечание
1. ↑  Федеральные клинические рекомендации.
Дерматовенерология 2015: Болезни кожи. Инфекции, передаваемые половым путем.. — Деловой экспресс, 2015. — 768 с. — ISBN 978-5-89644-123-6.